# Germanes Franciscanes dels Sagrats Cors
Les Germanes Franciscanes dels Sagrats Cors és una congregació religiosa de germanes, dedicades a l'ensenyament i l'assistència a necessitats, fundada per la beata María del Carmen González Ramos en 1884. Les seves germanes posposen al seu nom les sigles H.F.S.C..

## Història
Quan Carmen González va quedar vídua, va voler dedicar-se a «enseñar a las almas a conocer y amar a Dios»; veient molts nens sense mitjans que els permetin educar-se o tractar-se quan estan malalts, pensa de posar-hi remei i amb l'ajut del prevere Bernabé d'Astorga, caputxí, obre a casa seva una escola en 1882, on treballaran altres dones que comparteixen la seva inquietud. La bona acollida de la institució fa que moltes famílies portin els fills i hi hagi joves que volen treballar-hi en l'atenció a la canalla, i algunes d'elles van a Granada per formar-se i ésser millors docents.

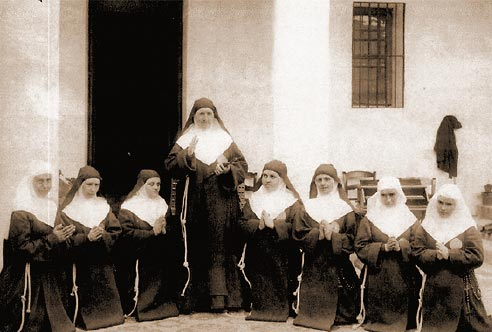
La fundadora amb les germanes de Tiana; foto de ca. 1886.

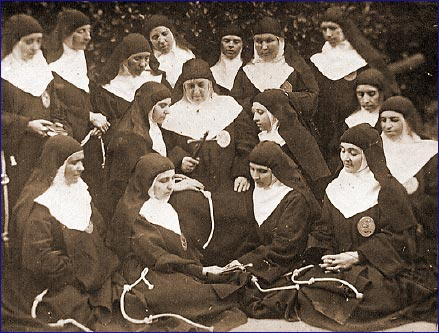
Carmen González i altres germanes en l'anomenada lliçó del crucifix.

La fundadora i el pare Bernabé veuen viable formar una congregació religiosa que garanteixi el futur de l'obra i en redacten les constitucions, basades en l'espiritualitat franciscana i la regla del Tercer Orde Regular de Sant Francesc. L'austeritat, el lliurament als altres i el treball amb els necessitats eren les directrius del nou institut. El 8 de maig de 1884, Carmen González i tres companyes (Josefa Rabaneda, Ana Martínez i Francisca Lisaso) comencen a fer vida en comú al convent de Nuestra Señora de la Victoria d'Antequera, forman així la congregació de les Germanes Terciàries Franciscanes dels Sagrats Cors de Jesús i Maria. La congregació fou aprovada pel bisbe de Màlaga Miguel Gómez Salazar el 10 de juliol de 1884, i el 17 de setembre les germanes prengueren l'hàbit; Carmen, que pren el nom religiós de Carme del Nen Jesús, és al davant de l'institut, que passa per dificultats econòmiques i no és ben rebut per algunes autoritats.
El 13 de maig de 1897, arran d'acusacions de mala gestió a la superiora fundadors, es fa a Valladolid el primer capítol general, que elegeix una nova superiora general, Magdalena de Jesús. Mentrestant, la congregació obre onze cases més, on hi ha escoles, hospitals per a nens i grans, guarderies, escoles nocturnes per a obreres... En 1886, l'Hospital de San Miguel (Nava del Rey, Valladolid) i el Col·legi Immaculada a Tiana, i en 1889 el col·legi San José, també a Nava del Rey, el Col·legi Sagrat Cor (Mataró) i l'Asil-Bressol del Nen Jesús a Barcelona; el 1890: el col·legi Santa Isabel (Marchena, Sevilla) i l'Escuela Seráfica d'Antequera; en 1892, l'Hospital Nen Déu a Barcelona, l'Hospital Nuestra Señora de la Merced (Osuna, Sevilla), el col·legi Santa Ángela (Osuna) i el col·legi Santa Maria del Puig. Després de la mort de la fundadora, el 1899, va continuar l'expansió.
La Santa Seu l'aprovà, amb les seves constitucions, el 3 de maig de 1902, amb un decret de Lleó XIII.

## Activitat i difusió
Les Franciscanes dels Sagrats Cors fan apostolat mitjançant la catequesi, l'ensenyament i l'assistència a malalts en centres sanitaris, especialment els més necessitats. L'espiritualitat i el carisma són franciscans.
En 2007 tenia 32 cases a Espanya, la República Dominicana, Nicaragua i Uruguai, amb 313 germanes; en 1973 havia arribat a tenir 432 germanes i 35 cases.

### Visita del papa
Durant el viatge del papa Benet XVI a Barcelona, el 7 de novembre de 2010 per a la dedicació del Temple de la Sagrada Família, el papa va preveure la visita a una institució benèfica religiosa, i la triada fou l'Obra Beneficosocial del Nen Déu de les Franciscanes del Sagrat Cor, al passeig de Maragall, destinat a l'atenció de nens i adults discapacitats (amb escola, taller ocupacional, centre de dia, serveis mèdics, etc.), i continuadora de l'Hospital Nen Déu obert per la fundadora en 1892.